# Деревня восьми могил (фильм, 1977)
«Деревня восьми могил» (яп. 八つ墓村: яцухака-мура; англ. Village of the Eight Tombs) — японский фильм, снятый в жанре криминальной драмы режиссёром Ёситаро Номура в 1977 году. Экранизация романа Сэйси Ёкомидзо.

## Сюжет
Тацуя Тэрада, служащий авиакомпании, однажды получает газету, в которой на странице поиска людей обозначено его имя. В объявлении этой газеты ему предложено подъехать в адвокатскую контору Сува в Осаке. В конторе адвоката он встречается со своим дедом по материнской линии Усимацу Игавой, который хотел бы удостовериться в наличии у Тацуя ожоговой отметки на спине (эта отметина удостоверяет его истинное происхождение и принадлежность к семье Тадзими, предполагаемому отцу). В момент встречи дедушка Усимацу внезапно умирает. Тацуя берёт недельный отпуск для того чтобы поехать на похороны деда в деревню, где он когда то родился.
У Тацуя Тэрады появился повод навестить родные места, заодно узнать более о тайне своего рождения, о его матери и отце, о которых он практически ничего не знает. Селение, в которое он приезжает, издавна называлось «деревней восьми могил». Название это происходит из стародавних времён. Когда-то в 1566 году (9-й год эры Эйроку) здесь наживы ради убили восьмерых беглых ронинов, несмотря на то, что они много чему полезному научили местных жителей. И теперь принято считать, что эти мертвецы мстят ныне живущим.
Тацую по приезде встречает Мияко Мори, его дальняя родственница. Она привозит его в деревню, где представляет всему семейству и умирающему сводному брату Хисая. При этой встрече Хисая умирает (по всем признакам явно не своей смертью). В деревне начинаются волнения, ибо местные жители верят в гнев богов «восьми могил», а виновником погибших считают приезжего Тацую Тэраду, предвещая ещё смерти, вплоть до восьми человек. И эти смерти следуют одна за другой…
Как оказалось, предполагавшийся отец Тацуя сошёл с ума и, убив несколько лет тому назад 32 односельчан, он спрятался после этого в горных пещерах, где и сгинул. Вместе с Тацуя в деревне появляется частный сыщик Коскэ Киндаити, который начинает распутывать тайну всех убийств.

## В ролях
- Кэнъити Хагивара — Тацуя Тэрада
- Маюми Огава — Мияко Мори
- Цутому Ямадзаки — Ёдзо Тадзими / Хисая Тадзими
- Ёко Симада — жена Ёдзо Тадзими (в титрах не указана)
- Ёко Ямамото — Харуё Тадзими
- Эцуко Исихара — Котакэ Тадзими
- Нинако Ямагути — Коумэ Тадзими
- Рёко Накано — Цуруко Игава
- Ёси Като — Усимацу Игава
- Хисаси Игава — Кандзи Игава
- Масами Симодзё — Кудо Кото
- Такуя Фудзиока — Куно Иси
- Дзюн Хамамура — Сокити Мори
- Торахико Хамада — Таитиро Ёсиока
- Дзюнко Нацу — Кадзуэ
- Хидэдзи Оотаки — адвокат Сува
- Токуэ Ханадзава — инспектор Исокава
- Исао Нацуяги — Ёситака Амако
- Куниэ Танака — Отимуса
- Ёсио Инаба — Отимуса
- Киёси Ацуми — Коскэ Киндаити

## Премьеры
- — национальная премьера фильма состоялась 29 октября 1977 года[1].
- — премьерный показ в США 17 марта 1978 года[1].

## Награды и номинации
Премия Японской киноакадемии
- 2-я церемония вручения премии (1978)[2]

Выиграны:
- Премия за лучший саундтрек 1977 года — Ясуси Акутагава (ex aequo: «Горы Хаккода» / Hakkodasan).

Номинации в категориях:
- за лучшую главную мужскую роль 1977 года — Киёси Ацуми (ex aequo: «Мужчине живётся трудно. Фильм 19: Торадзиро и барин» и "Мужчине живётся трудно. Фильм 20: Держись, Торадзиро!.
- за лучший сценарий 1977 года — Синобу Хасимото (ex aequo: «Горы Хаккода» / Hakkodasan).

## Другие экранизации этого романа
- 1951 — «Деревня восьми могил» / яп. 八つ墓村: яцухака-мура (режиссёр Садацугу Мацуда). В отличие от фильма Ёситаро Номуры, где действие сюжета перенесено в 1970-е годы, в данной экранизации, вышедшей вскоре после публикации романа Сэйси Ёкомидзо, действие происходит как и в литературном первоисточнике — в 1920-е годы. И если у Номуры главным героем фильма выступает Тацуя, то в киноленте 1951 года главное действующее лицо, как и в романе — детектив Коскэ Киндаити (в фильме Номуры он как бы на втором плане). В роли Коскэ Киндаити — Тиэдзо Катаока.
- 1996 — «Деревня восьми могил» / яп. 八つ墓村: яцухака-мура (режиссёр Кон Итикава). В роли Коскэ Киндаити — Эцуси Тоёкава.
- Существует также два телесериала (1978 — мини-сериал, и 1991 годов).